# Louise Sottomaior
Louise Sottomaior
Louise Sottomaior (Curitiba, 29 de agosto de 1978) é uma documentarista, produtora de cinema brasileira e jornalista.

## Carreira
Louise começou sua carreira como estagiária do jornal Gazeta Mercantil, foi editora da revista Uma, publicou reportagens em revistas como Superinteressante, Viagem e Turismo, Playboy, Discovery, Caros Amigos, VIP*, Trip e Cláudia.
Entre 2005 e 2017 escreveu e editou livros, como a biografia do ex-ministro da Fazenda Maílson da Nóbrega.
Em 2011 fundou a produtora de filmes Cultura Maior e passou a produzir e dirigir documentários e séries documentais para TV sobre economia, política e história do Brasil. Mais tarde passou a abordar meio-ambiente e crise climática.
As obras foram exibidas em cinema, Canal Futura, TV Cultura e nos streamings Netflix, Amazon Prime, Now, Google Play, iTunes, Microsoft, Vivo, Finclass e Monett.
As obras financiadas por recursos públicos são disponibilizadas no canal da diretora no YouTube.

## Filmografia
- 2013 O Brasil deu certo? E agora? -[4][5][6][7][8][9][10][11][12][13][14][15][16][17][18][19][20][21][22]

O documentário longa-metragem narra a história econômica do Brasil com depoimentos de 3 ex-presidentes da República, 12 ex-ministros, 7 ex-presidentes do Banco Central, além de especialistas. Entrevistados: Fernando Henrique Cardoso, Fernando Collor de Mello, José Sarney, Delfim Netto, Pedro Malan, Henrique Meirelles, Sérgio Amaral, Persio Arida, Luiz Carlos Bresser Pereira, Gustavo Franco, Armínio Fraga, Maílson da Nóbrega, Ronaldo Costa Couto, Roberto Setúbal, Fabio Giambiagi, Ernane Galvêas, Gustavo Loyola, Ozires Silva, João Batista de Abreu, Dorothea Werneck, Luiz Carlos Mendonça de Barros, Roberto Teixeira da Costa e Alexandre Saes.
O filme permaneceu em cartaz por oito semanas e foi lançado na Netflix.
- 2015 - Economia Brasileira - a história contada por quem a fez [23]

Série documental de dez episódios de 26 minutos cada um.
Aborda a história do Brasil do ponto de vista econômico desde 1492.
Entrevistados: Fernando Henrique Cardoso, José Sarney, Francis Fukuyama, Armínio Fraga, Henrique Meirelles, Pedro Malan, Maílson da Nóbrega, Pedro Parente, Persio Arida, Fabio Giambiagi, Gustavo Franco, Gustavo Loyola, Boris Fausto, Jorge Caldeira, Laurentino Gomes, Delfim Netto, Eduardo Giannetti, Rubens Ometto, Roberto Setúbal, Décio Zylbertajn, Dorothea Werneck, Emir Sader, Ernane Galvêas, João Batista de Abreu, José Marcio Camargo, José Serra, Luciano Coutinho, Bresser Pereira, Luiz Carlos Mendonça de Barros, Luiz Gonzaga Belluzzo, Marcelo Neri, Miriam Leitão, Ozires Silva, Paul Singer, Ronaldo Costa Couto, Roberto Teixeira da Costa, Sérgio Amaral, Abílio Diniz e Alexandre Saes.
A série foi exibida em 2016 pelo Canal Futura e pela TV Cultura, que reprisou em 2024.
- 2016 Brasil Rico - uma discussão sobre prosperidade[31][32][33][34]

Documentário longa-metragem que discute a prosperidade brasileira através de entrevistas com 36 personalidades, incluindo ex-presidentes da República, ex-ministros de Estado, empresários e pensadores. Entrevistados: Fernando Henrique Cardoso, José Sarney, Francis Fukuyama, Armínio Fraga, Henrique Meirelles, Persio Arida, Roberto Setúbal, Gustavo Franco, Gustavo Loyola, Laurentino Gomes, Jorge Caldeira, Miriam Leitão, Abílio Diniz, Antônio Delfim Netto, Boris Fausto, Cláudio Abramo, Décio Zylbersztajn, Dorothea Werneck, Eduardo Giannetti, Ernane Galvêas, Fabio Giambiagi, João Batista de Abreu, José Eli da Veiga, José Márcio Camargo, José Serra, Luciano Coutinho, Luiz Carlos Bresser Pereira, Luiz Carlos Mendonça de Barros, Luiz Gonzaga Belluzzo, Maílson da Nóbrega, Marcelo Neri, Ozires Silva, Paul Singer, Pedro Malan, Pedro Parente, Roberto Teixeira da Costa, Ronaldo Costa Couto, Rubens Ometto e Sérgio Amaral.
- 2022 Do Real à Ruína [35]

Documentário longa-metragem sobre a economia brasileira das últimas décadas contada por dois ex-presidentes da República, ex-ministros, ex-presidentes do Banco Central e secretários de Estado de todos os governos. Entrevistados:
Fernando Henrique Cardoso, Michel Temer, Maílson da Nóbrega, Henrique Meirelles, Persio Arida, Joaquim Levy, Arminio Fraga, Guido Mantega, Ana Carla Abraão,
Gustavo Loyola, Elena Landau, Bruno Funchal, Marcos Lisboa,
Fabio Giambiagi.
- 2023 O Dinheiro é Nosso

É, ao mesmo tempo, um documentário longa-metragem e uma série de 64 episódios-pílula de até quatro minutos cada um. Aborda várias questões ligadas a orçamento público, como crise fiscal, reforma tributária e orçamento secreto.
Entrevistados: Fernando Henrique Cardoso, Michel Temer, Maílson da Nóbrega, Henrique Meirelles, Bernard Appy, Ana Carla Abrão, Armínio Fraga, Gustavo Franco, José Serra, Pedro Parente, Ana Paula Vescovi, Felipe Salto, Elena Landau, José Márcio Camargo, Bruno Funchal, Paul Singer, Cláudio Abramo, Marcos Lisboa, Cláudio Couto, Eduardo Giannetti, Fábio Klein e Élida Graziane.
Foi exibido pela TV Cultura e disponibilizado nos streamings Amazon Prime, Now, Google Play, iTunes, Microsoft e Vivo.

## Livros
- 2006 Um Sábado no Paraíso (Panda Books, 2006)[44][45]
- 2007 101 Viagens de Sonho (Ediouro, 2007)[46]
- 2008 A Salvação que vem das plantas (Terceiro Nome, 2008) -[47]
- 2010 Além do Feijão com Arroz (Editora Civilização Brasileira, 2010) -[48]

Livraria Cultura:

## Premiações
- Prêmio Abril de Jornalismo 2005 na categoria Viagem[50]